# Cycloppia latisternum
Cycloppia latisternum är en kvalsterart som beskrevs av J. och P. Balogh 1986. Cycloppia latisternum ingår i släktet Cycloppia och familjen Oppiidae. Inga underarter finns listade i Catalogue of Life.